# Kyle Bornheimer
Kyle Edward Bornheimer (ur. 10 września 1975 w Mishawaka) – amerykański aktor i komik, najbardziej znany z roli Sama Briggsa w serialu CBS Najgorszy tydzień (2008), jako sierżant Teddy Wells w sitcomie Fox Brooklyn 9-9 (2014–17), Dan w serialu USA Network Playing House (2015) i Jack Briggs w serialu HBO3 Bez zobowiązań (2016–17). Absolwent Uniwersytetu Purdue w West Lafayette (1994).

## Filmografia

### Filmy fabularne
- 2004: Ostrza chwały jako Rink PA Nationals
- 2010: To znowu ty jako Tim
- 2010: Dziewczyna z ekstraklasy jako Dylan Kettner
- 2012: Wieczór panieński jako Joe
- 2013: Wielkie wesele jako Andrew
- 2014: Weronika Mars jako facet funduszu hedgingowego
- 2016: Dlaczego mi nie powiedziałeś? jako Steve

### seriale TV
- 2004: Detektyw Monk jako policjant
- 2004: Życie na fali jako Norman
- 2005: Jak poznałem waszą matkę jako Austin
- 2006: Will & Grace jako kelner
- 2006: Randka z o.o. jako Derek Gardner
- 2006: Trawka jako Chuck
- 2006: Jednostka jako oficer Jones
- 2007: Biuro jako przedstawiciel firmy reklamowej
- 2008: Przyjaciółki jako Jason
- 2008: Najgorszy tydzień jako Sam Briggs
- 2008: Breaking Bad jako Ken Wins
- 2008: Jerycho jako Chris Calley
- 2009: Melanż z muchą jako Mark Defino
- 2010: Korporacja według Teda jako Pete
- 2010: Chuck jako Hunter Perry
- 2010: Bananowy doktor jako Spencer Fisher
- 2010: O(d)porna na miłość jako Perry Gill
- 2010–2011: Związki idealne jako  Dave
- 2012: Bent jako Dan
- 2013: Bogaci bankruci jako Shannon Ryan
- 2013: Rozmontowani jako Jack Shea
- 2014: Zabójcy jako Paul
- 2014: Justified: Bez przebaczenia jako Jack Anderson
- 2014–2017: Brooklyn 9-9 jako sierżant Teddy Wells
- 2015: Agentka Carter jako Ray Krzemiński
- 2015: Playing House jako Dan
- 2016: Angel from Hell jako Brad
- 2016: Zadzwoń do Saula jako Ken Wins
- 2016: Świat według Mindy jako J.J.
- 2016: Westworld jako Clarence
- 2016: Nie ma lekko jako Bruce
- 2016–2017: Bez zobowiązań jako Jack Briggs
- 2017: Angie Tribeca jako Scott
- 2017: Will & Grace jako Lenny
- 2017: Współczesna rodzina jako Scotty
- 2018: Love jako Ken
- 2018: Nie ma mowy jako Eddie